# Seizième gouvernement de Croatie
République de Croatie
XVe 
Le seizième gouvernement de Croatie (en croate : Šesnaesta Vlada Republike Hrvatske) est le gouvernement de la république de Croatie depuis le 17 mai 2024, sous la 11e législature du Parlement.
Il est dirigé par le conservateur Andrej Plenković, à nouveau vainqueur des élections législatives à la majorité relative, et constitue un gouvernement minoritaire. Il succède au XVe gouvernement.

## Historique du mandat
Dirigé par le Premier ministre conservateur sortant Andrej Plenković, ce gouvernement est constitué et soutenu par une coalition de droite entre l'Union démocratique croate (HDZ) et ses alliés et le Mouvement patriotique (DP). Ensemble, ils disposent de 73 députés sur 151, soit 48,34 % des sièges du Parlement. Il bénéficie du soutien sans participation des députés des minorités nationales (sauf les Serbes) et d'une indépendante expulsée des Souverainistes croates. Ensemble, ils disposent de 6 députés sur 151, soit 3,97 % des sièges. Le gouvernement est investi par un vote du Parlement le 17 mai par 79 voix contre 61.
Il est formé à la suite des élections législatives anticipées du 17 avril 2024.
Il succède donc au XVe gouvernement, constitué et soutenu par une coalition entre la HDZ et le Parti démocratique indépendant serbe (SDSS), et soutenu de l'extérieur de petits partis et des minorités nationales.

## Composition
- Par rapport au XVe gouvernement, les nouveaux ministres sont indiqués en gras, ceux ayant changé d'attributions sont indiqués en italique.

| Portefeuille                                                                                                   | Titulaire | Titulaire                                                              | Parti |
| --- | --------- | ---------------------------------------------------------------------- | ----- |
| Premier ministre                                                                                               |           | Andrej Plenković                                                       | HDZ   |
| Vice-Premier ministre Ministre des Anciens combattants                                                         |           | Tomo Medved                                                            | HDZ   |
| Vice-Premier ministre Ministre de l'Intérieur                                                                  |           | Davor Božinović                                                        | HDZ   |
| Vice-Premier ministre Ministre des Affaires maritimes, des Transports et des Infrastructures                   |           | Oleg Butković                                                          | HDZ   |
| Vice-Premier ministre Ministre de la Défense                                                                   |           | Ivan Anušić                                                            | HDZ   |
| Vice-Premier ministre Ministre de l'Aménagement du territoire, des Travaux publics et des Propriétés de l'État |           | Branko Bačić                                                           | HDZ   |
| Vice-Premier ministre Ministre des Finances                                                                    |           | Marko Primorac                                                         | Sans  |
| Vice-Premier ministre Ministre de l'Agriculture, de la Pêche et des Forêts                                     |           | Josip Dabro                                                            | DP    |
| Ministre des Affaires étrangères et européennes                                                                |           | Gordan Grlic Radman                                                    | HDZ   |
| Ministre de l'Économie                                                                                         |           | Ante Šušnjar                                                           | DP    |
| Ministre de l'Environnement et du Développement durable                                                        |           | Marija Vučković                                                        | HDZ   |
| Ministre de la Justice, de l'Administration publique et de la Transformation numérique                         |           | Damir Habijan                                                          | HDZ   |
| Ministre de la Santé                                                                                           |           | Vili Beroš (jusqu'au 15/11/2024) Irena Hrstić (à partir du 06/12/2024) | HDZ   |
| Ministère du Travail, des Retraites, de la Famille et de la Politique sociale                                  |           | Marin Piletić                                                          | HDZ   |
| Ministre de la Science, de l'Éducation et de la Jeunesse                                                       |           | Radovan Fuchs                                                          | HDZ   |
| Ministre de la Démographie et de l'Immigration                                                                 |           | Ivan Šipić                                                             | DP    |
| Ministre de la Culture et des Médias                                                                           |           | Nina Obuljen Koržinek                                                  | Sans  |
| Ministre du Tourisme et des Sports                                                                             |           | Tonči Glavina                                                          | HDZ   |
| Ministre du Développement régional et des Fonds communautaires                                                 |           | Šime Erlić                                                             | HDZ   |